# Saint-Antonin (Alpes Marítimos)
Saint-Antonin é uma comuna francesa na região administrativa da Provença-Alpes-Costa Azul, no departamento Alpes Marítimos. Estende-se por uma área de 6,44 km², com 78 habitantes, segundo os censos de 1999, com uma densidade de 12 hab/km².